# Québec
Quebec (po starem pravopisu Kvebek, francosko Québec [kebék], angleško Quebec [kvibék]) je največja provinca Kanade s 7.546.131 prebivalci (2006). Uradni jezik je francoščina. Quebec je edina kanadska provinca, v kateri  angleščina ni uradni jezik na ravni province. Glavno mesto je Quebec City (francosko Québec), največje mesto pa je Montreal (Montréal).
Quebečani imajo želje po večji avtonomiji, občasno pride do predlogov in referendumov, da bi se Quebec odcepil od Kanade in postal neodvisna država.